# ألان بينيتيز
ألان بينيتيز (بالإسبانية: Alan Benítez) هو لاعب كرة قدم ومدرب كرة قدم باراغواياني في مركز الوسط، ولد في 25 يناير 1994 في أسونسيون في باراغواي. شارك مع منتخب باراغواي تحت 17 سنة لكرة القدم. أما مع النوادي، فقد لعب مع نادي ليبرتاد.

## وصلات خارجية
- ألان بينيتيز على موقع الدوري الأمريكي (الإنجليزية)
- ألان بينيتيز على موقع قاعدة بيانات كرة القدم.إي يو (الإنجليزية)
- ألان بينيتيز على موقع ناشيونال فوتبول تيمز (الإنجليزية)
- ألان بينيتيز على موقع Soccerway.com (الإنجليزية)
- ألان بينيتيز على موقع AS.com (الإسبانية)